# Абриколь

Схема абриколя

Абрико́ль — бильярдный термин, обозначающий удар, при котором биток (шар, по которому наносится удар кием) сначала ударяется об один или несколько бортов и лишь затем — в прицельный шар.
Применение абриколя разнообразно. Чаще всего — в случае, если прицельный шар закрыт промежуточными шарами и прямой удар невозможен.